# Panna Maliczewska
Panna Maliczewska – sztuka teatralna Gabrieli Zapolskiej, komedia w trzech aktach. Ten utwór dramatyczny został napisany w 1910 roku.

## Fabuła
Główną bohaterką sztuki jest Stefka Maliczewska, 19-letnia panna, początkująca aktorka, która pragnie zasmakować wielkiej kariery. Jest piękna, wrażliwa i ambitna, ale przy tym naiwna i niezbyt mądra. Nie jest osobą zamożną, stale popada w długi. 
Wskutek tego staje się utrzymanką bogatego mecenasa Dauma. Sytuację jeszcze bardziej komplikuje fakt, że w Stefce zakochany jest Filo, syn Dauma. Pragnie ją poślubić, a i dziewczynie młodzieniec nie jest obojętny, co doprowadza Dauma do wściekłości i powoduje zerwanie z kochanką. Zostaje ona z kolei utrzymanką innego swego wielbiciela, Boguckiego. Z czułego adoratora zmienia się on jednak szybko w despotycznego właściciela.

## Najważniejsze realizacje teatralne
- 1945, Teatr Miejski im. Słowackiego, Kraków, reż. Karol Frycz, w roli tytułowej – Lidia Próchnicka, ponadto m.in. Maria Gella
- 1953, Teatr Ateneum w Warszawie, reż. Janusz Warmiński, w roli tytułowej – Janina Szydłowska, ponadto m.in. Zdzisław Tobiasz, Zofia Barwińska, Mirosława Dubrawska
- 1969, Teatr Telewizji, reż. Józef Słotwiński, w roli tytułowej – Marta Lipińska, ponadto m.in. Jacek Woszczerowicz, Damian Damięcki, Wanda Łuczycka, Ryszarda Hanin, Barbara Drapińska, Tadeusz Pluciński, Jan Ciecierski
- 1993, Teatr Polski, Warszawa, reż. Bogdan Baer, w roli tytułowej – Ewa Domańska, ponadto m.in. Katarzyna Łaniewska, Krzysztof Kumor, Łucja Żarnecka
- 1997, Teatr Telewizji, reż. Gustaw Holoubek, w roli tytułowej – Agnieszka Pilaszewska, ponadto m.in. Piotr Fronczewski, Rafał Królikowski, Maria Chwalibóg, Leszek Teleszyński